# Estollo
Estollo is een gemeente in de Spaanse provincie en regio La Rioja met een oppervlakte van 16,14 km². Estollo telt 90 inwoners (1 januari 2016).

## Demografische ontwikkeling
Bron: INE, 1857-2011: volkstellingen
Opm.: Estollo ontstond in 1857 door afsplitsing van de gemeente San Millán de la Cogolla